# Distretto di Wałbrzych
Il distretto di Wałbrzych (in polacco powiat wałbrzyski) è un distretto polacco appartenente al voivodato della Bassa Slesia.

## Geografia antropica

### Suddivisioni amministrative
Il distretto comprende 9 comuni.
- Comuni urbani: Boguszów-Gorce, Jedlina-Zdrój, Szczawno-Zdrój, Wałbrzych
- Comuni urbano-rurali: Głuszyca, Mieroszów
- Comuni rurali: Czarny Bór, Stare Bogaczowice, Walim